# The Quickie
Pour plus de détails, voir Fiche technique et Distribution.
The Quickie est un film réalisé en 2001 par Sergueï Bodrov, relatant les dernières heures d'un milliardaire de la mafia russe installé aux États-Unis. Sous les apparences d'un thriller psychologique, The Quickie est un drame familial illustrant avec maîtrise l'impuissance de l'argent à recoller les morceaux d'un passé bancal.

## Synopsis
À la veille du Nouvel An, un mafieux russe décide de quitter les affaires, mais sa tête est mise à prix par un rival.

## Fiche technique
- Titre : The Quickie
- Réalisation : Sergueï Bodrov
- Scénario : Carolyn Cavallero, Sergueï Bodrov
- Musique originale de Giya Kancheli
- Photographie : Sergueï Kozlov
- Production : Karl Baumgartner, Sergueï Bodrov
- Producteur exécutif : Reinhard Brundig, Tristan Whalley
- Directeur du casting : Lee A. Miles
- Directeur artistique : Eden Barr
- Costumes : Toni Gmuer
- Maquillage : Lori Guidroz
- Ingénieur du son : Thomas Knop
- Effets spéciaux : Viktor Ivanov
- Montage : Ray Lovejoy, Pam Wise
- Pays de production :  Allemagne,  France,  Royaume-Uni,  Russie
- Genre : drame
- Langue : anglais
- Durée : 99 min
- Format : Format 35 mm, couleur
- Son : mono.
- Sortie : 
  - France : 25 juillet 2001
  - Canada : 12 septembre 2001
  - Russie : 27 septembre 2001
  - Pologne : 13 octobre 2001
  - Italie : 31 mai 2002
  - Allemagne : 24 avril 2003 (DVD première)

## Distribution
- Vladimir Machkov : Oleg
- Jennifer Jason Leigh : Liza
- Dean Stockwell : Michael
- Henry Thomas : Alex
- Sergueï Bodrov : Dima
- Brenda Bakke : Jane
- Lesley Ann Warren : Anna
- Oleg Taktarov : Boris